# Église Saint-Éloi de Barzy-sur-Marne
L'église Saint-Éloi est une église située à Barzy-sur-Marne, en France.

## Localisation
L'église est située sur la commune de Barzy-sur-Marne, dans le département de l'Aisne.

## Historique
Le monument est classé au titre des monuments historiques en 1920.